# Látszat (Első Emelet-dal)
A Látszat az Első Emelet kislemeze, mely 1988-ban jelent meg a Napoleon Boulevard-dal közös kislemezen, melyen a Júlia nem akar a földön járni című sláger is helyet kapott, melyet Lilla és Kiki együtt énekel. A dal azonban a Napoleon Boulevard albumon Kiki nélkül hallható.
Vincze Lilla és Kiki az év énekesei voltak 1987-ben, ennek alkalmából jelent meg a kislemez.

## Megjelenések
7"  Magyarország Hungaroton – SPS 70802
- A  Júlia nem akar a földön járni - 3:33
- B  Látszat - 3.36